# Chaos moléculaire
En théorie cinétique des gaz, l'hypothèse du chaos moléculaire (nommée Stosszahlansatz par Paul Ehrenfest,) est l'hypothèse selon laquelle les vitesses de deux particules de gaz qui entrent en collision sont a priori non corrélées et indépendantes de leur position. James Clerk Maxwell introduisit cette approximation en 1867, bien qu'elle remonte à son premier travail dans le domaine, en 1860,.
L'hypothèse du chaos moléculaire est l'élément clé permettant d'obtenir l'équation de Boltzmann à partir de la hiérarchie BBGKY, en réduisant la distribution à deux particules apparaissant dans le terme de collision à un produit de distributions à une particule. Ceci conduit au théorème H établi par Boltzmann en 1872.
Bien que le Stosszahlansatz soit généralement compris comme une hypothèse physique, il a été récemment souligné qu'il pouvait également être interprété comme une hypothèse heuristique. Cette interprétation permet alors d'utiliser le principe d'entropie maximum pour généraliser l'ansatz à des fonctions de distribution d'ordre supérieur.